# Bobby Baird
William Robert Baird (ur. 2 czerwca 1912, zm. 25 lipca 1953 w Snetterton) – brytyjski kierowca wyścigowy.

## Życiorys
Baird urodził się w Irlandii Północnej, w rodzinie magnatów prasowych, założycieli „Belfast Evening Telegraph”. Mimo dużej wady wzroku oraz braku finansowego wsparcia rodziny, w 1933 roku rozpoczął ściganie się Rileyem Brooklands – w wyścigu International Tourist Trophy Handicap był szósty. W 1935 przesiadł się na MG R-Type. Po II wojnie światowej nadal się ścigał, startując w Manx Cup w 1947 roku na MG K3. Następnie nabył samochód Emeryson-Lagonda Special, który posiadał zbudowane przez Paula Emery'ego i jego ojca nadwozie oraz silnik Lagondy Rapier. Baird zamontował w tym pojeździe silnik Duesenberg wraz z preselekcyjną skrzynią biegów ENV 110. Mimo to samochód z powodu problemów z osią i skrzynią biegów nie wystartował w żadnym wyścigu i został sprzedany.
W 1950 roku zgłosił się do wyścigu British Empire Trophy w napędzanym silnikiem Maserati samochodzie Tornado 1, ale pojazd ten nie został przygotowany i Baird nie wystartował. W sierpniu uczestniczył MG w Ulster Trophy, ale rozbił się po siedmiu okrążeniach. W 1951 używał dwóch Ferrari: 166 MM Touring Barchetta oraz 212 Export Touring Barchetta. Tego drugiego modelu użył w wyścigu Tourist Trophy we wrześniu, gdzie wraz z Jeanem Lucasem zajął szóste miejsce. Modelem 166 ścigał się w zawodach British Empire Trophy oraz Goodwood September International.
Następnie wraz z Davidem Griffinem postanowił zbudować samochód Formuły 1. Nazwany Baird-Griffin, był oparty na Maserati 4CLT, którego używali Prince Bira i Boy Salvadori i napędzał go silnik Maserati. Samochód ten nie mógł zostać wykorzystany w Mistrzostwach Świata Formuły 1, ponieważ od 1952 roku obowiązywały w nich przepisy Formuły 2, ale uczestniczył w kilku nieoficjalnych zawodach – w 1952 roku był dziewiąty w Richmond Trophy, a odpadł z Ulster Trophy i Leinster Trophy. Samochodem tym kilka razy ścigał się też David Griffin (siódmy w Phoenix Park, nie ukończył w Wakefield Trophy).
Baird zakupił również Ferrari 500, ścigał się także Ferrari 225 S wraz z Royem Salvadorim w długodystansowym wyścigu BARC News Of The World International 9 Hours Sports Race w Goodwood. Był zgłoszony jako rezerwowy do Grand Prix Wielkiej Brytanii 1952. W kwietniu 1953 roku był dziewiąty w Lavant Cup, a w wyścigu Formuły 2 Aston Martin Owners Club zajął czwarte miejsce. W zawodach Winfield Junior Club był drugi na Ferrari 500, a w wyścigach Ulster Trophy oraz Snetterton Coronation Trophy był trzeci. Następnie ścigał się Ferrari 225 S w Leinster Trophy, gdzie był czwarty.
W lipcu wystartował w United States Air Force Trophy. Podczas treningów miał wypadek, kiedy to przekoziołkował jego samochód. Baird wrócił do boksów, gdzie nagle upadł, ponieważ złamane żebro przebiło jego płuco i serce. W efekcie tego Baird zmarł.
Był żonaty, miał również syna.